# Sepulkralkultur

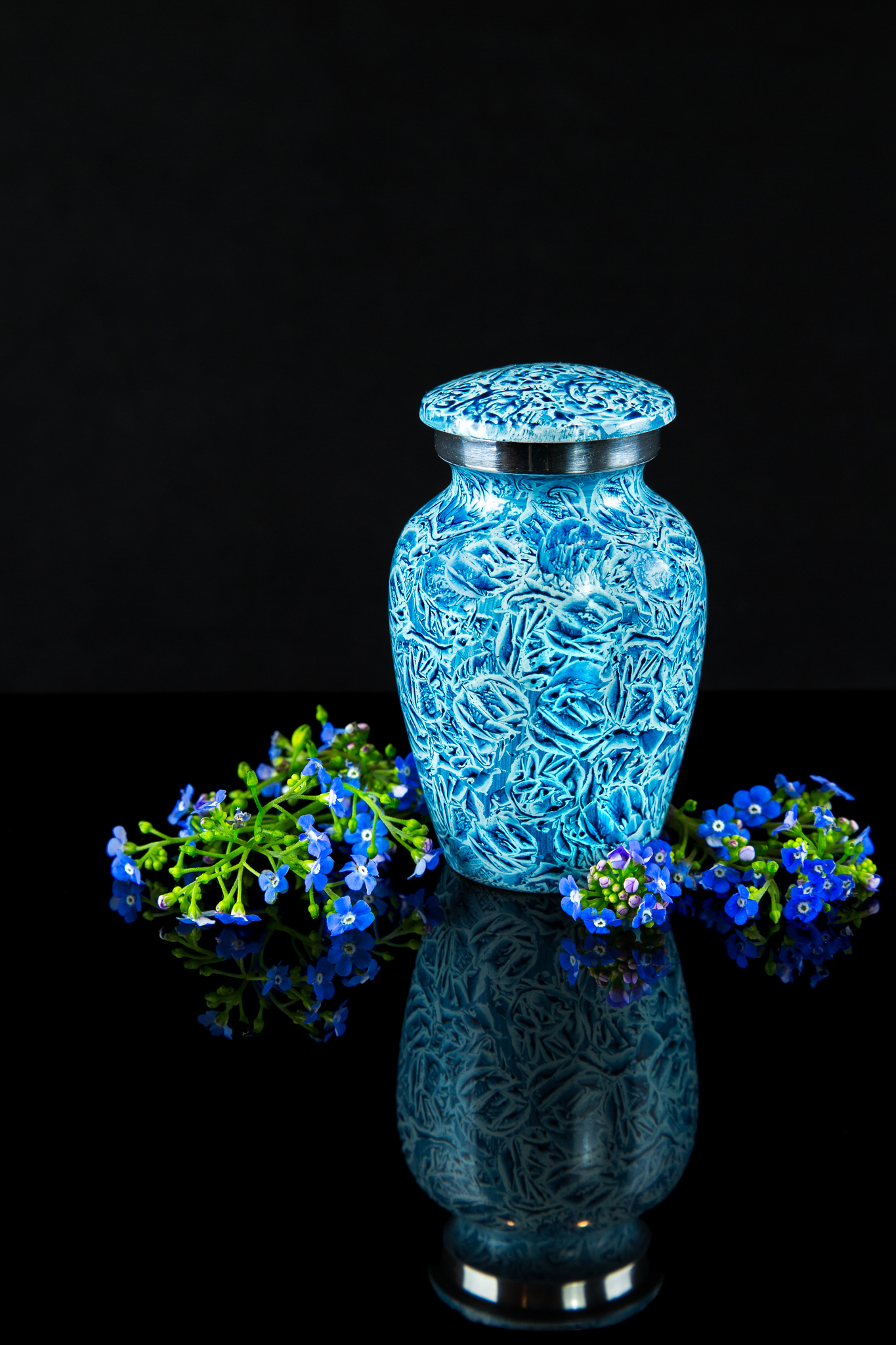
Eine verzierte Urne

Sepulkralkultur (lat. sepulcrum, „Grab[lege]“) umfasst die Kultur des Todes, des Sterbens, des Bestattens sowie des Trauerns und kann im weitesten Sinne auch als Trauer- und Begräbniskultur sowie als Gesamtheit aller Riten im Bereich eines Grabes verstanden werden. Der Begriff Funeralkultur (lat. funus, „Begräbnis“) ist synonym, aber weniger etabliert. Teil der Begräbniskultur sind Bestattungsorte wie Kirch-/Friedhöfe und Krematorien, Naturbestattungen, Gräberfelder, Nekropolen, Särge und Grabbeigaben sowie Gegenstände und Dokumente des Totengedenkens wie Grabmale, Inschriften und Haarbilder sowie schriftliche Zeugnisse, sogenannte Funeralschriften, wie Totengedenkbücher, Trostgedichte, Briefe, Trauerkompositionen und Leichenpredigten.
In Kassel gibt es das Zentralinstitut und Museum für Sepulkralkultur, das sich der wissenschaftlichen Erforschung der Thematik widmet. Es zeigt eine Dauer- und Wechselausstellungen zur Geschichte der Sepulkralkultur.
An der Universität Regensburg gibt es seit Wintersemester 2020/2021 den Masterstudiengang Perimortale Wissenschaften, der sich aus interdisziplinärer Perspektive mit den Themen der Sepulkralkultur beschäftigt.

## Funeralkunst

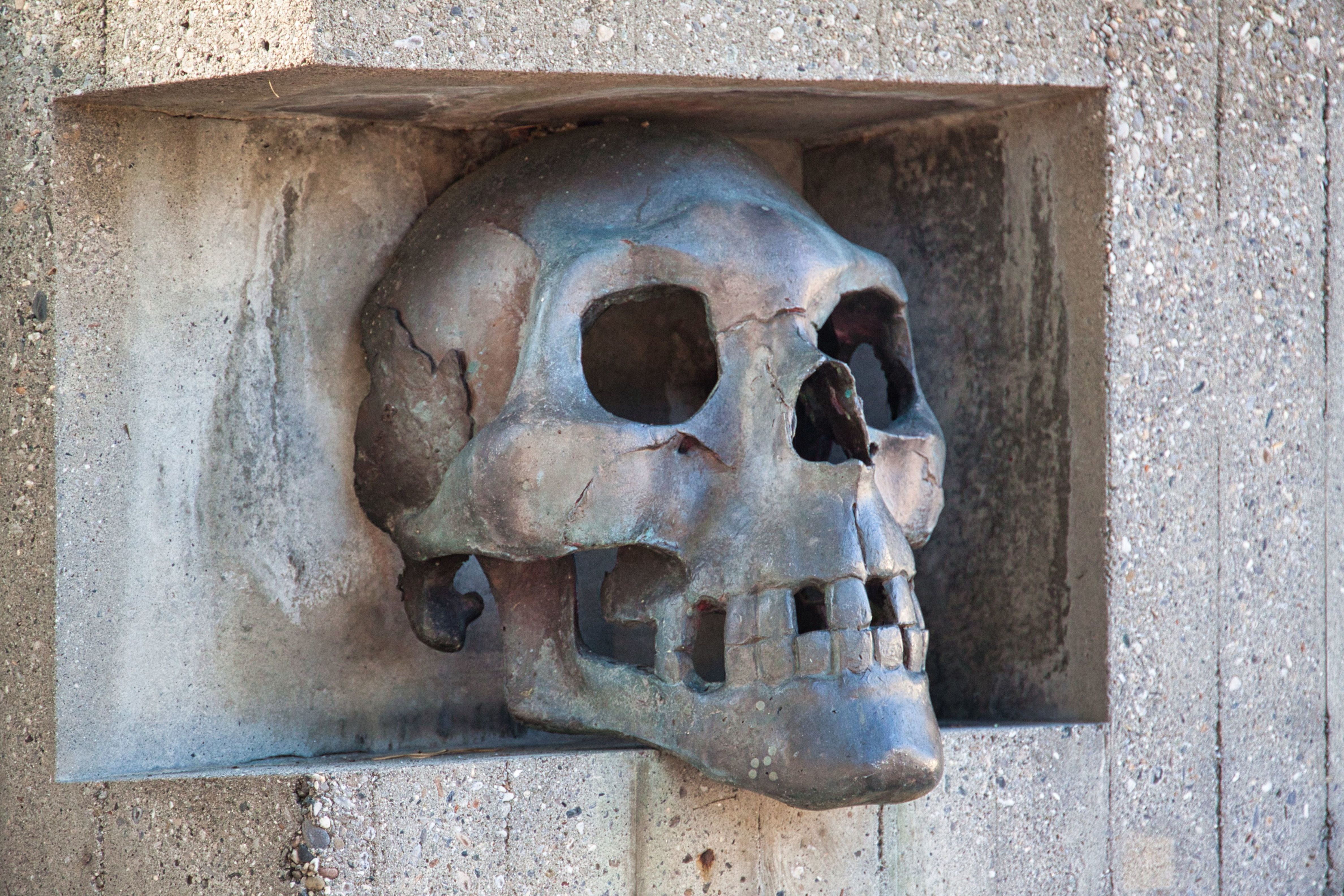
Totenschädel am Eingang zum Friedhof in Widnau

Zur Sepulkralkultur zählt auch die Sepulkralkunst (oder Funeralkunst). Dazu gehören etwa Kruzifixe, kunstvoll gestaltete Grabsteine und Kunstwerke, die oft ein ganzes ikonografisches Programm umfassen. So schuf der  Schweizer Bildhauer Albert Wider 1973 auf dem Friedhof in Widnau mittels seiner Figurengruppen und architektonischer Elemente (Nischen, vorspringende Quader, Mauern) eine Bühne, um seine religiöse Botschaft für die Besucher des Friedhofs ins Bild zu setzen. Das typische Vanitas-Symbol, der Totenschädel am Eingang zum Friedhof, konfrontiert die Eintretenden mit ihrem eigenen Tod, dem Ende ihres eigenen Lebens. Sie betreten das Reich des Todes. Wenige Schritte weiter treffen sie auf die tröstliche Auferweckung des Jünglings von Naïm und jener der Tochter des Jaïrus. Auf dem Höhepunkt dieser Wunder treffen sie auf die unglaubliche Erweckung des Lazarus, der mehrere Tage nach seinem Tod bereits Zeichen der Verwesung aufweist und nun als Lebender seinem Grab entsteigt. Gegenüber der Leichenhalle sitzt ein reich gekleideter Jüngling auf einer Bank. Es ist der Osterengel. Er weist mit seiner Linken auf das leere Grab und mit seiner Rechten in den Himmel. Die Geste ist leicht verständlich. Christus ist auferstanden. Und wer an mich glaubt, wird ewig leben.